# Zhang Lan
Zhang Lan (張瀾, 2 avril 1872 - 9 février 1955), aussi connu sous son nom de courtoisie Biaofang, est un militant politique chinois surtout connu pour avoir été le président de la ligue démocratique de Chine de 1941 à 1955.

## Biographie
Zhang est né dans une famille d'intellectuels à Nanchong au Sichuan en 1872. Témoins de l'époque troublée à la fin de la dynastie Qing, il est influencé par les idées réformistes de Liang Qichao, et rejoint le groupe appelant à installer une monarchie constitutionnelle en Chine. En 1911, il est vice-président du comité des actionnaires s'opposant à la nationalisation prévue du chemin de fer Sichuan-Hankou. Les protestations contre le plan mènent à un soulèvement qui est facilement réprimé par les autorités.
Zhang continue une carrière politique au Sichuan. En 1916, il crée une petite force pour agir contre Yuan Shikai, mais Yuan meurt avant que les troupes ne soient en action. Zhang sert brièvement en 1920 comme gouverneur du Sichuan. Durant les années suivantes, cependant, Zhang se concentre principalement sur l'éducation. Il sert comme président du collège normal de Chengdu pendant deux ans avant de devenir président de l'université de Chengdu en 1928. Après le début de la seconde guerre sino-japonaise en 1937, il est nommé membre du Conseil politique du peuple. Bien qu'il ne participe que rarement aux délibérations, il est respecté pour ses discours critiquant les gouvernements nationalistes.
Quand plusieurs groupes d'opposition se réunissent pour former ensemble la ligue des groupes politiques démocratiques de Chine en 1941, Zhang en est élu président. Figure non-partisane, il calme les désaccords entre les différents groupes de la ligue. Il conserve cette fonction après la réorganisation de l'association en ligue démocratique de Chine en 1944, et ce jusqu'à sa mort en 1955.
La ligue démocratique de Chine est interdite en 1947, et Zhang est placé en résidence surveillée à Shanghai. En été 1949, il s'échappe avec l'aide d'agents du Parti communiste chinois et se rend à Pékin pour assister à la formation du nouveau gouvernement. Il dirige la délégation de la ligue démocratique de Chine à la première conférence consultative politique du peuple chinois en septembre 1949, et est élu parmi les vice-présidents du gouvernement populaire central après la fondation de la république populaire de Chine le 1er octobre. Zhang conserve ce poste jusqu'en 1954 quand le gouvernement est réorganisé pour ne conserver que deux vice-présidents, et il est nommé vice-président du comité permanent de l'Assemblée nationale populaire. Zhang meurt d'artériosclérose en février 1955 à l'âge de 84 ans. Sa femme, Liu Huicheng, lui survit.